# Літня Універсіада 1975
Літня Універсіада 1975 — VIII літня Універсіада, яка проходила у Римі (Італія) з 18 по 21 вересня 1975 року на римському Олімпійському стадіоні. VIII літня Універсіада проводилася у формі Університетського чемпіонату світу з легкої атлетики. Незважаючи на це, у змаганні брало участь 468 спортсменів з 38 країн світу.

## Медальний залік
| Місце  | Країна          | Золото | Срібло | Бронза | Загалом |
| ------ | --------------- | ------ | ------ | ------ | ------- |
| 1      | СРСР            | 7      | 5      | 11     | 23      |
| 2      | Польща          | 7      | 3      | 1      | 11      |
| 3      | Італія          | 5      | 1      | 1      | 7       |
| 4      | ФРН             | 3      | 2      | 2      | 7       |
| 5      | Фінляндія       | 3      | 2      | 0      | 5       |
| 6      | Румунія         | 2      | 6      | 4      | 12      |
| 7      | США             | 2      | 4      | 0      | 6       |
| 8      | Болгарія        | 2      | 0      | 4      | 6       |
| 9      | Канада          | 1      | 4      | 2      | 7       |
| 10     | Франція         | 1      | 1      | 1      | 3       |
| 11     | Чехословаччина  | 1      | 1      | 0      | 2       |
| 12     | Австрія         | 1      | 0      | 0      | 1       |
| 13     | Югославія       | 0      | 3      | 4      | 7       |
| 14     | Угорщина        | 0      | 2      | 0      | 2       |
| 15     | Велика Британія | 0      | 1      | 2      | 3       |
| 16     | Алжир           | 0      | 0      | 1      | 1       |
| 16     | Нігерія         | 0      | 0      | 1      | 1       |
| 16     | Швеція          | 0      | 0      | 1      | 1       |
| Всього | Всього          | 35     | 35     | 35     | 105     |